# Lavey-les-Bains
Pour les articles homonymes, voir Lavey.
Lavey-les-Bains est une localité qui fait partie de la commune de Lavey-Morcles dans le canton de Vaud en Suisse. Le village est connu pour ses bains thermaux.

## Histoire
Un filet d’eau chaude découvert en 1829 dans le lit du Rhône est à l’origine du thermalisme à Lavey. Très rapidement, le gouvernement vaudois, faisant appel à l’ingénieur et géologue Jean de Charpentier prend en main ce projet prometteur. En 1833, l’État, convaincu de l’intérêt majeur de cette trouvaille, achète de la commune de Lavey le terrain voisin, dit des Grandes Îles, et des bains provisoires sont installés en attendant les résultats d’un grand concours d’architecture en vue de la construction d’équipements permanents. 
C’est en vain que l’architecte lausannois Henri Perregaux soumet plusieurs projets ; le concours est remporté par le jeune Henri Fraisse. Son projet ambitieux, toutefois, n’est, lui, non plus, pas réalisé. Une version très simplifiée en est bâtie en 1836, ce qui n’empêchera pas les bains de connaître, par la suite, un grand développement. Bâtiment inscrit à l’inventaire cantonal du patrimoine en 1997.

## Explications géologiques du thermalisme des bains de Lavey
Les sources de Lavey fournissent l'eau thermale la plus chaude de suisse, leur température se situant entre 60 et 75°C. Selon les études réalisées dans le cadre des essais de production d'électricité via la géothermie hydrothermale, les eaux de la source de Lavey proviennent des massifs des Dents du Midi, de la Tour Sallière et de la région d'Emosson. Elles descendent jusqu'à 3'000 mètres en-dessous du Rhône par des fissures dans des roches cristallines ou elles atteignent 120°C, puis remontent par un autre réseau de fissures jusqu'à Lavey-les-Bains. Des datations au carbone 14 indiquent que les eaux mettraient plus de 5 000 ans, voire entre 8 000 et 10 000 ans, pour réaliser ce trajet souterrain. 